# Lívia Orestila
Lívia Orestila ou Cornélia Orestila foi uma imperatriz-consorte romana, segunda esposa do imperador Calígula. Ela era originalmente casada com Caio Calpúrnio Pisão (o mesmo envolvido na Conspiração de Pisão, que derrubou Nero em 65 d.C.), que foi persuadido (ou forçado) a anular seu casamento para que Calígula pudesse se casar com ela.
De acordo tanto com Dião Cássio quanto Suetônio, o fato teria ocorrido durante a celebração do matrimônio. Suetônio alega que Calígula teria proclamado no dia seguinte que havia conseguido uma nova esposa na tradição de Rômulo e Augusto, que também roubaram suas esposas. Dias depois, ele se divorciou dela e, dois anos depois, baniu-a por suspeitar que ela teria voltado para o primeiro marido.[carece de fontes?]